# Fattenborg
Fattenborg är ett naturreservat i Töre socken, Kalix kommun. I området finns ett stort antal gravar/stensättningar, boplatsvallar och gångsystem från den äldre bronsåldern.
Idag består landskapet av tallskog till följd av landhöjningarna efter inlandsisen, men för 4000 år sedan låg havet här och platsen som idag kallas Fattenborg låg på den tiden i en havsvik.
Med sina 27 stensättningar utgör gravarna i Fattenborg den största forntida gravkoncentrationen i Norrbotten. Dessa gravar uppmärksammades redan 1830 när Prästen Johan Ekdahl dokumenterade dem under sina forskningsresor i Norrland. 

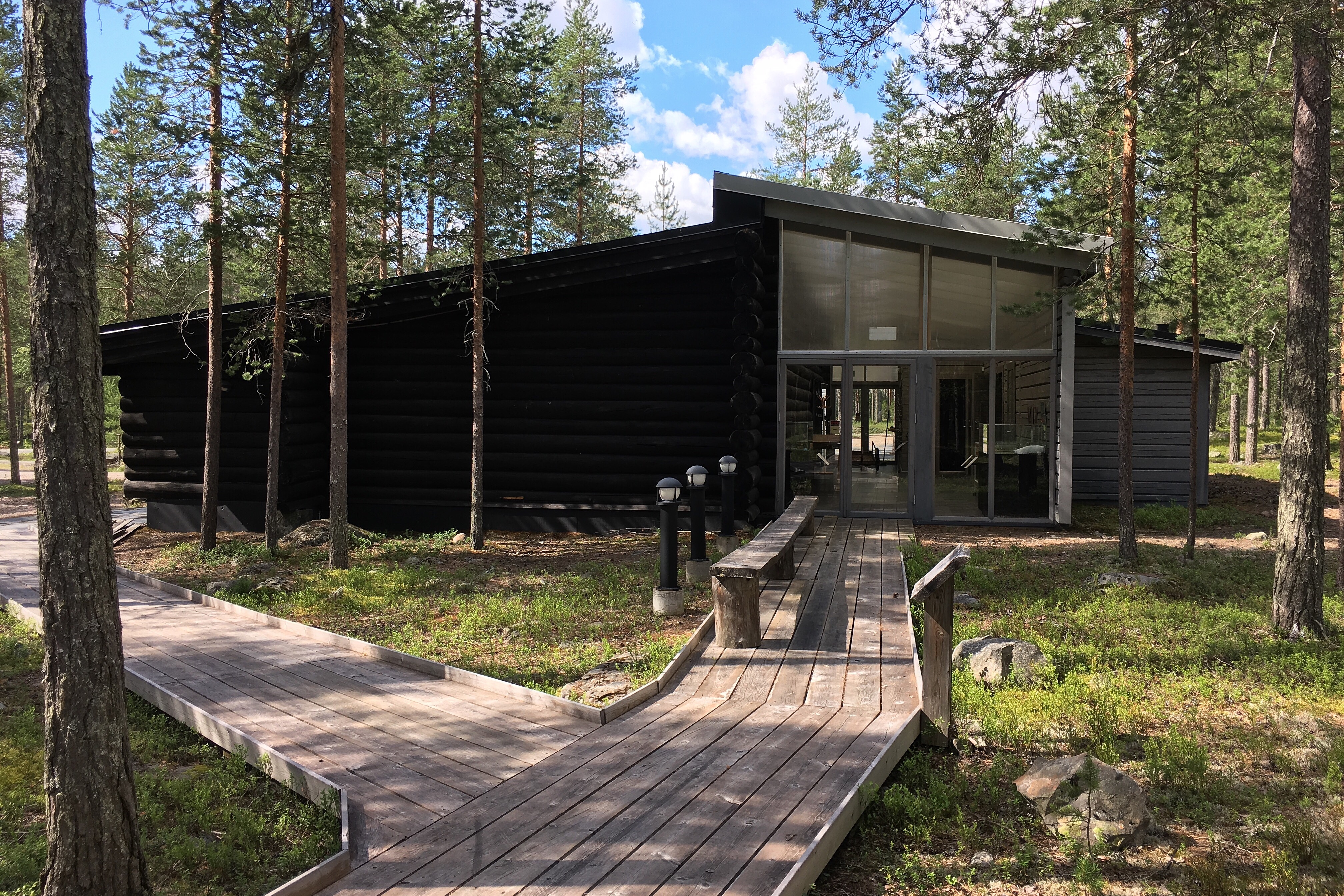
Naturreservatet Fattenborg, 2016
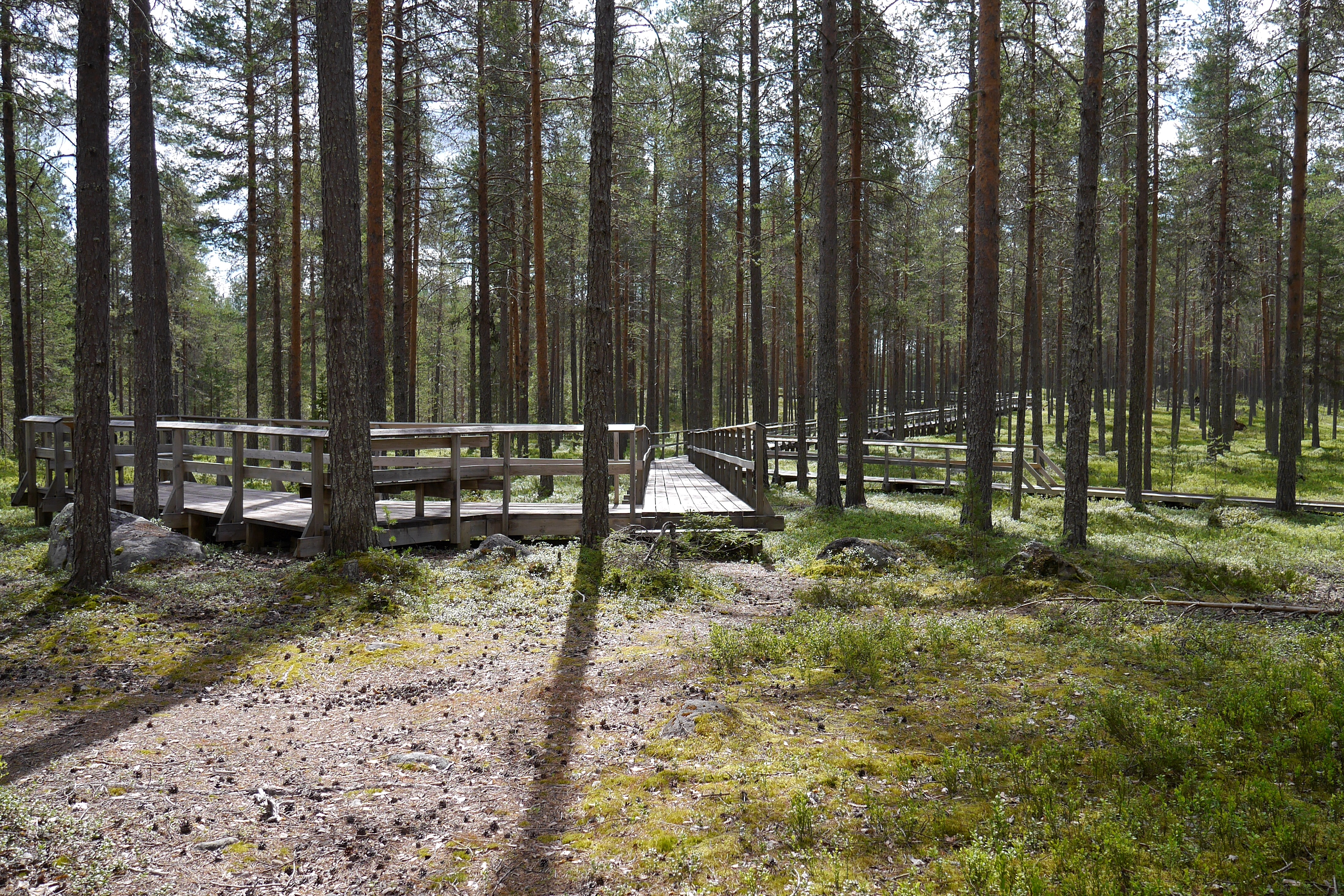
Naturreservatet Fattenborg, spång över tallhed, 2016